# Colnect
Сообщество клуба коллекционеров Colnect (Colnect Collectors Club Community) — сайт, содержащий каталоги предметов коллекционирования, построенные по модели сайта «вики». Он предоставляет коллекционерам возможность управлять личными коллекциями с помощью этих каталогов и автоматически сопоставлять свой манколист и (или) список для обмена с манколистами и (или) списками для обмена других коллекционеров. Colnect предоставляет маркетплейс, предназначенный для приобретения и продажи предметов коллекционирования.
Каталог телефонных карт сайта Colnect — крупнейший в мире.

## История
Colnect был основан в 2002 году как база данных телефонных карт островов (Islands Phonecards Database) с целью создания каталога всех телефонных карт. С осени 2008 года помимо телефонных карт поддерживаются также почтовые марки и монеты. А теперь представлены уже 43 вида предметов коллекционирования.

## Описание
Каталоги предметов коллекционирования на Colnect создаются с помощью сайта коллекционерами. Новые предметы добавляются участниками и проверяются редакторами-волонтёрами. Хотя любой коллекционер может добавлять свои комментарии к указанному в каталоге предмету, фактические изменения вносятся только проверенными сайтом редакторами. Каталожную информацию (даты выпуска, тиражи, фотографии и т. д.) могут видеть все пользователи. Зарегистрированные пользователи могут дополнительно управлять своей личной коллекцией, при просмотре каталогов отмечая каждый предмет как имеющийся в своей коллекции, либо входящий в список для обмена или в манколист. Такие пользователи могут автоматически сопоставлять свой список для обмена с манколистом другого пользователя и наоборот. Пользователи могут приобрести премиум-членство с дополнительными функциями. Пополнившие каталог участники получают его бесплатно. Премиум-участники могут скачать любой список предметов коллекционирования и открыть его в виде электронной таблицы.
Colnect предоставляет торговую площадку (маркетплейс) для предметов коллекционирования. Она в открытом доступе с 27 декабря 2017 года. Продажи на маркетплейсе связаны с централизованными каталогами. Продавцы могут размещать товары для продажи прямо из каталога, а покупатели могут просматривать информацию о предмете коллекционирования на посвящённой ему веб-странице.

## Статистика
Сайт сообщает, что он оказывает услуги коллекционерам из 113 стран. Сотни из них добровольно помогают сайту, включая переводчиков, которые переводят Colnect на 62 языка.
По состоянию на 2018 год в каталоге Colnect перечислены 435 китайских транспортных билетов, которые выпущены 147 различными китайскими компаниями.

## Награды
25 апреля 2009 года сайт Colnect был объявлен победителем конкурса European Startup 2.0 среди около 200 конкурирующих компаний и 11 финалистов.
31 декабря 2009 года сайт Colnect занял второе место в конкурсе стартапов TechAviv Peer Awards, уступив стартапу 5min один голос.